# Mouvement populaire de libération du Soudan en opposition
Le Mouvement populaire de libération du Soudan en opposition, également connu comme sous le nom de forces anti-gouvernementales ou par son acronyme de SPLM-IO, est le principal parti politique et groupe rebelle nuer du Soudan du Sud, qui se sépara du Mouvement populaire de libération du Soudan et de l'Armée populaire de libération du Soudan lors de la guerre civile sud-soudanaise.
Le parti et sa milice sont dirigés par Riek Machar,.
Le mouvement est divisé en factions adverses. En janvier 2020, le département du Trésor américain sanctionne le premier vice-président du Soudan du Sud Taban Deng Gai et membre du SPLM-IO, « pour son implication dans de graves atteintes aux droits humains, notamment la disparition et la mort de civils ». Il est spécifiquement accusé d'avoir ordonné, en 2017, le kidnapping et l'assassinat de l'avocat Samuel Dong Luak et d'Aggrey Idry, un autre membre du SPLM-IO. Ces assassinats avaient comme objectif d'intimider les membres du SPLM-IO afin qu'ils arrêtent de soutenir Riek Machar au bénéfice de Deng (et de la faction). Deng nie toutefois les allégations selon lesquelles il serait impliqué dans toute violation des droits humains au Soudan du Sud,.